# Ringer-Europameisterschaften 1949
Die Ringer-Europameisterschaften 1949 wurden in Istanbul ausgetragen. 
Es gab nur einen Wettbewerb im Freistil.

## Ergebnisse
| Klasse | Gold             | Silber             | Bronze            |
| ------ | ---------------- | ------------------ | ----------------- |
| -52 kg | Ali Yücel        | Mansoor Raisi      | Bengt Johansson   |
| -57 kg | Nasuh Akar       | Kurt Pettersén     | Saad Shehata      |
| -62 kg | Olle Anderberg   | Hassan Sadian      | Nurettin Zafer    |
| -67 kg | Servet Meric     | Abdollah Mojtabavi | Paavo Pihlajamäki |
| -73 kg | Celal Atik       | Ali Ghaffari       | Per Berlin        |
| -79 kg | Yaşar Doğu       | Axel Grönberg      | Mohamed Moussa    |
| -87 kg | Adil Candemir    | Viking Palm        | Nasir Javid       |
| +87 kg | Bertil Antonsson | Muharrem Candaş    | Natale Vecchi     |

## Medaillenspiegel
| Rang | Land     | Gold | Silber | Bronze |
| ---- | -------- | ---- | ------ | ------ |
| 1    | Türkei   | 6    | 1      | 1      |
| 2    | Schweden | 2    | 3      | 2      |
| 3    | Iran     | 0    | 4      | 1      |
| 4    | Ägypten  | 0    | 0      | 2      |
| 5    | Finnland | 0    | 0      | 1      |
| 5    | Italien  | 0    | 0      | 1      |